# Genaemirum doryalidis
Genaemirum doryalidis är en stekelart som beskrevs av Heinrich 1967. Genaemirum doryalidis ingår i släktet Genaemirum och familjen brokparasitsteklar. Inga underarter finns listade i Catalogue of Life.